# GRIP1 (gen)
GRIP1Gl (gutamatni receptor - interagujući protein 1) je protein koji je kod ljudi kodiran  genom.

## Interakcije
(gen) formira interakcije sa GRIA4, metabotropnim glutamatnim receptorom, , , ,  i GRIA3.

## Literatura
- Irvine RA; Ma H; Yu MC;  . (2000). „Inhibition of p160-mediated coactivation with increasing androgen receptor polyglutamine length.”. Hum. Mol. Genet. 9 (2): 267—74. PMID 10607837. doi:10.1093/hmg/9.2.267.
- Teyssier C, Belguise K, Galtier F, Chalbos D (2001). „Characterization of the physical interaction between estrogen receptor alpha and JUN proteins.”. J. Biol. Chem. 276 (39): 36361—9. PMID 11477071. doi:10.1074/jbc.M101806200.
- Lin SH; Arai AC; Wang Z;  . (2001). „The carboxyl terminus of the prolactin-releasing peptide receptor interacts with PDZ domain proteins involved in alpha-amino-3-hydroxy-5-methylisoxazole-4-propionic acid receptor clustering.”. Mol. Pharmacol. 60 (5): 916—23. PMID 11641419.
- Hirbec H; Perestenko O; Nishimune A;  . (2002). „The PDZ proteins PICK1, GRIP, and syntenin bind multiple glutamate receptor subtypes. Analysis of PDZ binding motifs.”. J. Biol. Chem. 277 (18): 15221—4. PMID 11891216. doi:10.1074/jbc.C200112200.
- Braithwaite SP, Xia H, Malenka RC (2002). „Differential roles for NSF and GRIP/ABP in AMPA receptor cycling”. Proc. Natl. Acad. Sci. U.S.A. 99 (10): 7096—101. PMC 124534 . PMID 12011465. doi:10.1073/pnas.102156099.
- Kotaja N, Karvonen U, Jänne OA, Palvimo JJ (2002). „The nuclear receptor interaction domain of GRIP1 is modulated by covalent attachment of SUMO-1”. J. Biol. Chem. 277 (33): 30283—8. PMID 12060666. doi:10.1074/jbc.M204768200.
- Min G; Kim H; Bae Y;  . (2002). „Inhibitory cross-talk between estrogen receptor (ER) and constitutively activated androstane receptor (CAR). CAR inhibits ER-mediated signaling pathway by squelching p160 coactivators”. J. Biol. Chem. 277 (37): 34626—33. PMID 12114525. doi:10.1074/jbc.M205239200.
- Strausberg RL; Feingold EA; Grouse LH;  . (2003). „Generation and initial analysis of more than 15,000 full-length human and mouse cDNA sequences”. Proc. Natl. Acad. Sci. U.S.A. 99 (26): 16899—903. PMC 139241 . PMID 12477932. doi:10.1073/pnas.242603899.
- Coutts AS, MacKenzie E, Griffith E, Black DM (2003). „TES is a novel focal adhesion protein with a role in cell spreading”. J. Cell. Sci. 116 (Pt 5): 897—906. PMID 12571287. doi:10.1242/jcs.00278.
- Ota T; Suzuki Y; Nishikawa T;  . (2004). „Complete sequencing and characterization of 21,243 full-length human cDNAs”. Nat. Genet. 36 (1): 40—5. PMID 14702039. doi:10.1038/ng1285.
- Charych EI; Yu W; Li R;  . (2004). „A four PDZ domain-containing splice variant form of GRIP1 is localized in GABAergic and glutamatergic synapses in the brain”. J. Biol. Chem. 279 (37): 38978—90. PMID 15226318. doi:10.1074/jbc.M405786200.
- Sugatani J; Nishitani S; Yamakawa K;  . (2005). „Transcriptional regulation of human UGT1A1 gene expression: activated glucocorticoid receptor enhances constitutive androstane receptor/pregnane X receptor-mediated UDP-glucuronosyltransferase 1A1 regulation with glucocorticoid receptor-interacting protein 1”. Mol. Pharmacol. 67 (3): 845—55. PMID 15557560. doi:10.1124/mol.104.007161.
- Lin DY; Fang HI; Ma AH;  . (2004). „Negative Modulation of Androgen Receptor Transcriptional Activity by Daxx”. Mol. Cell. Biol. 24 (24): 10529—41. PMC 533990 . PMID 15572661. doi:10.1128/MCB.24.24.10529-10541.2004.
- Yang CK, Kim JH, Li H, Stallcup MR (2006). „Differential use of functional domains by CoCoA in its synergistic coactivator function with β-catenin or GRIP1”. J. Biol. Chem. 281 (6): 3389—97. PMC 1626527 . PMID 16344550. doi:10.1074/jbc.M510403200.
- Scherer SE; Muzny DM; Buhay CJ;  . (2006). „The finished DNA sequence of human chromosome 12”. Nature. 440 (7082): 346—51. PMID 16541075. doi:10.1038/nature04569.
- Liu PY, Hsieh TY, Chou WY, Huang SM (2006). „Modulation of glucocorticoid receptor-interacting protein 1 (GRIP1) transactivation and co-activation activities through its C-terminal repression and self-association domains”. FEBS J. 273 (10): 2172—83. PMID 16649994. doi:10.1111/j.1742-4658.2006.05231.x.
- Tsai SJ; Liou YJ; Liao DL;  . (2007). „No association of GRIP1 gene polymorphisms with schizophrenia in Chinese population”. Prog. Neuropsychopharmacol. Biol. Psychiatry. 31 (3): 752—5. PMID 17303296. doi:10.1016/j.pnpbp.2007.01.015.